# Eduard Krause (Fußballspieler)
Eduard Krause, genannt Ede Krause, * 12. September 1913, war ein deutscher Fußballspieler.

## Karriere
Erste bekannte Fußballstation von Eduard Krause ist die bei Masovia Lyck. Für Masovia spielte er mindestens seit der Saison 1936/37 in der Gauliga Ostpreußen und wird in der Saison 1938/39 als Spielführer der Mannschaft erwähnt. Danach wechselte er zur Saison 1939/40 zum bisherigen Ligakonkurrenten VfB Königsberg. Masovia Lyck war in finanzielle Schwierigkeiten geraten und hatte sich 1939 freiwillig aus der Gauliga zurückgezogen. In seiner Zeit beim VfB Königsberg wurde der Mittelfeldspieler mindestens zweimal Ostpreußenmeister und nahm an (mindestens) sechs Spielen um die deutsche Meisterschaft teil. 1942 gelangte Krause, der auch Auswahlspieler Ostpreußens war, bis ins Achtelfinale um die deutsche Fußballmeisterschaft; ein Jahr zuvor war der VfB schon früh in der Gruppenphase um die DM gescheitert. Ob Ede Krause auch noch nach der Saison 1941/42 für die Königsberger auflief oder für einen anderen Verein spielte, ist nicht bekannt.
Nicht völlig geklärt ist auch, ob Ende 1939 Kurt Krause oder Ede Krause als so genannter Kriegsgastspieler für Wormatia Worms dreimal zum Einsatz kam.
Nach dem Zweiten Weltkrieg verschlug es Krause zum Eckernförder SV, mit dem er – zeitweise zusammen mit den weiteren ehemaligen VfB-Königsberg-Spielern Kurt Baluses, Kurt Krause und Kurt Lingnau – zunächst in der Punkterunde um die Bezirksmeisterschaft (höchste Spielklasse damals, Meister 1946) und ab 1947 in der schleswig-holsteinischen Landesliga (zweithöchste Spielklasse damals) spielte. Beim Eckernförder SV war Krause zeitweise (1947/48) auch Spielertrainer.
1951 wechselte Ede Krause zum SuS Niederschelden/Gosenbach (Siegen) und kickte mit dem Verein in der höchsten Amateurliga Westfalens. Mit dabei waren auch ehemalige Mannschaftskollegen vom Eckernförder SV, wie u. a. Gerhard Thiele, Wolfgang Schwerdtfeger und Gerhard Teichert. 1953 kam SuS bis in die Schlussqualifikation zur Westfalenmeisterschaft.